# Estatísticas da Sociedade Esportiva Palmeiras

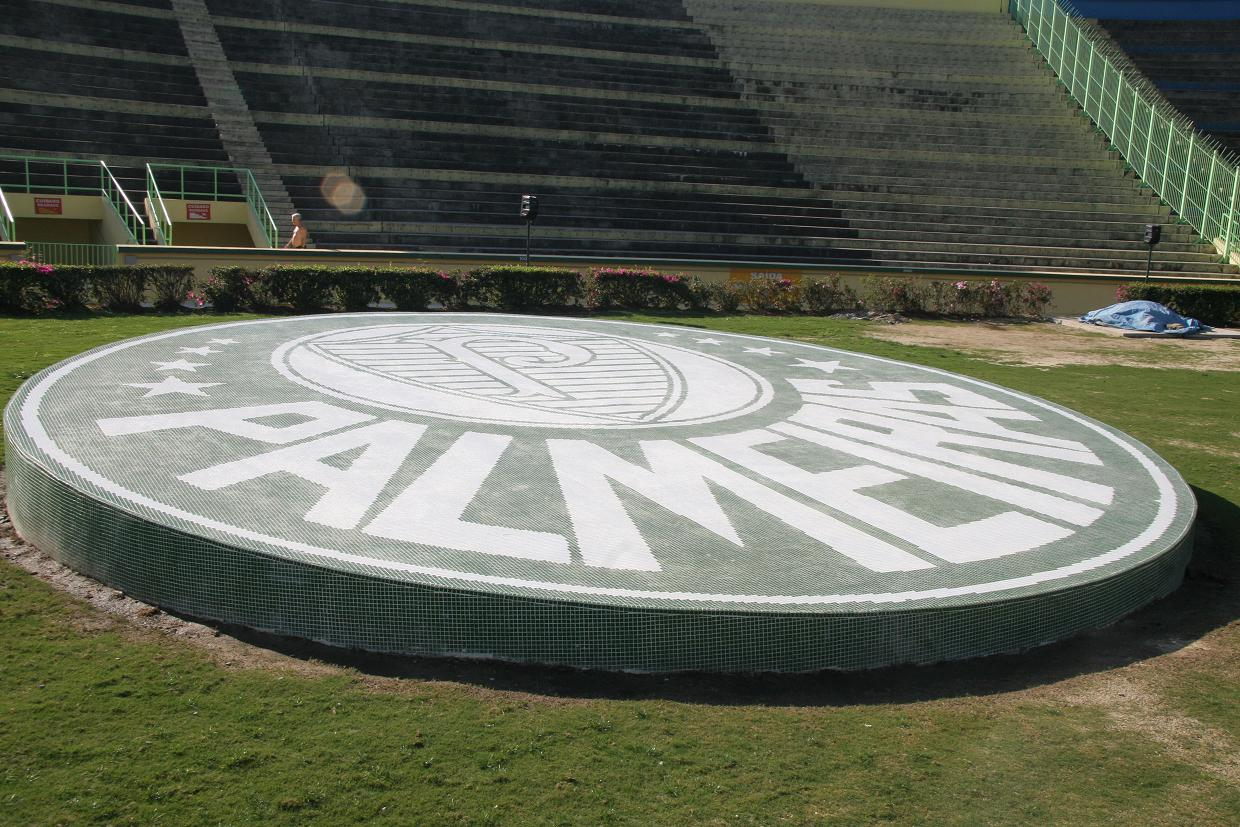
Símbolo do Palmeiras em formato de mosaico no antigo Estádio Palestra Itália

O Palmeiras é um clube poliesportivo brasileiro fundado em São Paulo. Ao longo dos anos o clube se desenvolveu e passou a competir também em várias outras modalidades, como o basquete, o futsal, o hóquei, o vôlei, o judô e a patinação artística. Mesmo assim, com mais de cem anos de história, suas principais conquistas e seu reconhecimento foram alcançados pelo futebol profissional.
O artigo a seguir abrange estatísticas e recordes do clube, de jogadores e de treinadores que o representaram. Informações diversas sobre maiores públicos em partidas, dados históricos e desempenho em competições também estão incluídos.
As principais referências do artigo são o Almanaque do Palmeiras, lançado pela Editora Abril em 2004, além de informações divulgadas pela assessoria de imprensa do clube. Também é importante ressaltar que o critério aqui usado conta os jogos desde 1914, quando a equipe foi criada com o nome de Palestra Italia, passando pelo período conturbado da Segunda Guerra Mundial, em 1942, quando o clube foi obrigado, por razões políticas, a mudar seu nome para Sociedade Esportiva Palmeiras.

## Dados históricos

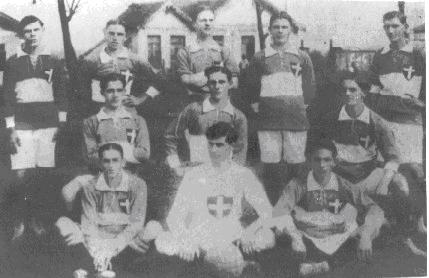
Time do Palestra Italia em 1916

Entre os dados históricos que marcam os primeiros feitos do então Palestra Itália, destacam-se o primeiro gol, as primeiras vitória e derrota, além do primeiro jogo em um campeonato oficial, entre outros marcos, que podem ser conferidos na sequência abaixo.

### Partidas
Estreias
- Primeira partida oficial: Savoia 0–2 Palestra Italia, em 24/01/1915[3]
- Primeira partida pelo Campeonato Paulista: Palestra Italia 1–1 Mackenzie, em 13/05/1916[3]
- Primeira partida pelo Campeonato Brasileiro: Palmeiras 0–0 Fluminense, em 09/11/1960[3]
- Primeira partida pela Copa do Brasil: Sampaio Corrêa 0–1 Palmeiras, em 14/07/1992[3]
- Primeira partida pela Copa Libertadores: Independiente-ARG 0–2 Palmeiras, em 04/05/1961[3]
- Primeira partida pelo Mundial Interclubes: Palmeiras 3–0 Nice-FRA, em 30/06/1951[3]
- Primeira partida pela Copa do Mundo de Clubes: Palmeiras 0–0 Porto-PRT, em 15/06/2025[3]
- Primeira partida no Parque Antarctica: Palestra Italia 5–1 Internacional-SP, em 21/04/1917[3]
- Primeira partida no Allianz Parque: Palmeiras 0–2 Sport Recife, em 19/11/2014[3]

Vitórias
- Maior goleada registrada: Combinado Vale D'Aosta-ITA 0–15 Palmeiras (15/07/1999, amistoso)[3]
- Maior goleada em um jogo oficial: Palestra Italia 11–0 Internacional-SP (08/08/1920, Campeonato Paulista)[3]
- Maior goleada pelo Campeonato Brasileiro: Palmeiras 7–0 CRB-AL, em 31/03/1984[3]
- Maior goleada pela Copa do Brasil: Sergipe-SE 0–8 Palmeiras, em 28/02/1996[3]
- Maior goleada pela Copa Libertadores: Palmeiras 8–1 Independiente Petrolero-BOL, em 12/04/2022[3]
- Maior goleada pelo Mundial Interclubes: Palmeiras 3–0 Nice-FRA, em 30/06/1951[3]
- Maior série de vitórias: 23, de 11/02/1996 a 01/05/1996[3]
- Maior série invicta: 40 jogos, de 05/12/1971 a 17/06/1972[3]
- Mais vitórias em um ano: 54, em 1994[6]

### Títulos

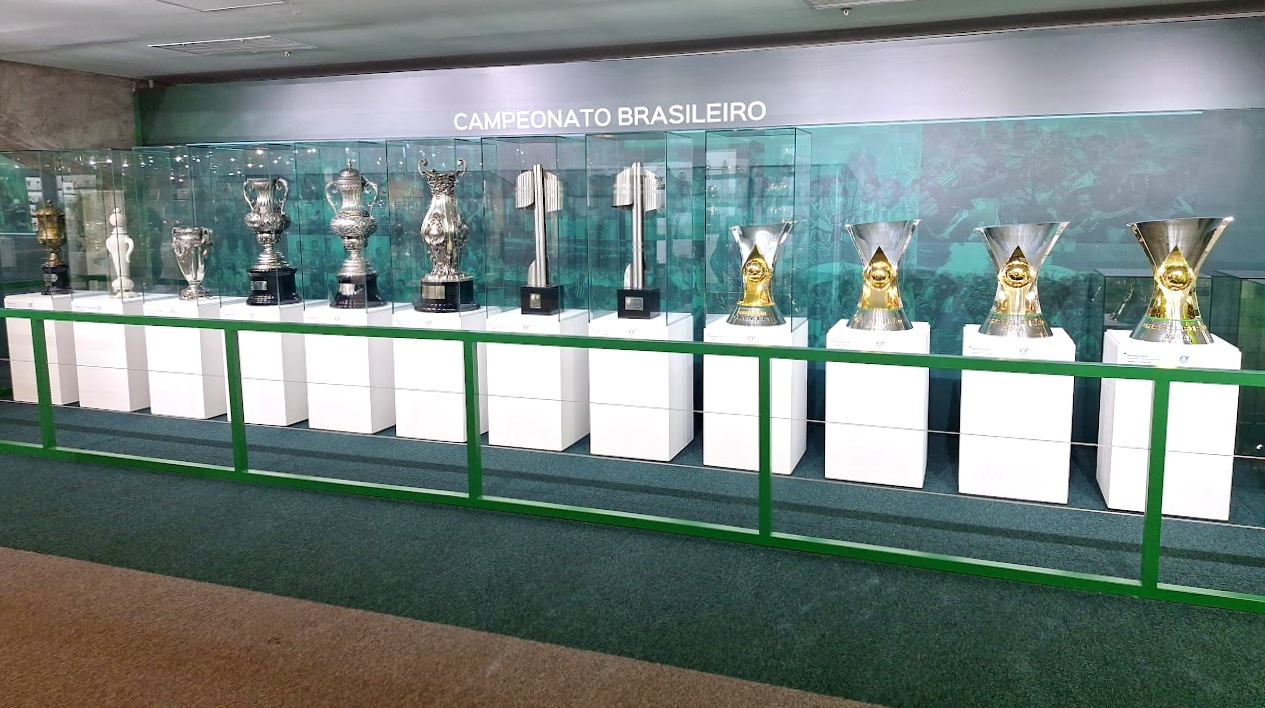
Troféus de Campeonatos Brasileiros conquistados pelo Palmeiras.

- Primeiro título oficial: Taça Savoia (Savoia 0–2 Palestra Italia, em 24/01/1915)[3]
- Primeiro título estadual: Campeonato Paulista de 1920 (Palestra Italia 2–1 Paulistano, em 19/12/1920)[3]
- Primeiro título nacional: Campeonato Brasileiro de 1960 (Palmeiras 8–2 Fortaleza, em 28/12/1960)[3]
- Primeiro título internacional: Copa Rio de 1951 (Palmeiras 2–2 Juventus-ITA, em 22/07/1951)[3]
- Primeiro título no Palestra Italia/Parque Antarctica: Campeonato Paulista de 1926 (Palestra Italia 7–1 Sílex, em 05/09/1926)[3]
- Último título conquistado como "Palestra Italia": Campeonato Paulista de 1940 (Palestra Italia 4–1 São Paulo, em 08/12/1940)[7]
- Primeiro título conquistado como "Sociedade Esportiva Palmeiras": Campeonato Paulista de Futebol de 1942 (Palmeiras 3–1 São Paulo, em 20/09/1942)[8]
- Primeiro título no Allianz Parque: Copa do Brasil de 2015 (Palmeiras 2(4)–(3)1 Santos, em 02/12/2015)[3]

### Gols
- Mais gols marcados em um ano: 1996, com 220 gols em 81 jogos[3]
- Melhor saldo de gols em um ano: 1996, com 155 gols (220 gols marcados e 65 sofridos)[3]
- Maior média de gols em um ano: 1927, com 4,59 gols/jogo (147 gols em 32 jogos)[3]
- Menos gols sofridos em um ano: 1915, com 16 gols em 32 jogos[3]
- Menor média de gols sofridos em um ano: 1972, com 0,54 gols/jogo (44 gols sofridos em 81 jogos)[3]

## Retrospecto geral do Palmeiras
Com mais de 6.500 jogos disputados em toda a história, o Palmeiras tem mais do que o dobro de vitórias ante as derrotas. Com mais de 12.400 gols marcados, tem ainda mais de uma vez e meia de tentos a favor ante os gols sofridos.
A tabela a seguir traz o retrospecto geral do Palmeiras, com atualização até o dia 14 de agosto de 2025, com a partida Universitario 0–4 Palmeiras, válida pela Copa Libertadores da América de 2025.
| Estatística      | Dados   |
| Jogos disputados | 6 530   |
| Vitórias         | 3 518   |
| Empates          | 1 589   |
| Derrotas         | 1 423   |
| Gols pró         | 12 543  |
| Gols contra      | 7 182   |
| Saldo de gols    | + 5 361 |

### Retrospecto internacional
- O Palmeiras já fez 543 partidas contra times internacionais: são 325 vitórias, 104 empates e 114 derrotas, com 1 126 gols marcados e 560 sofridos.[3]
- O Palmeiras já fez 112 partidas contra times da Europa: são 60 vitórias, 30 empates e 22 derrotas, com 219 gols marcados e 132 sofridos.

### Retrospecto como mandante em estádios

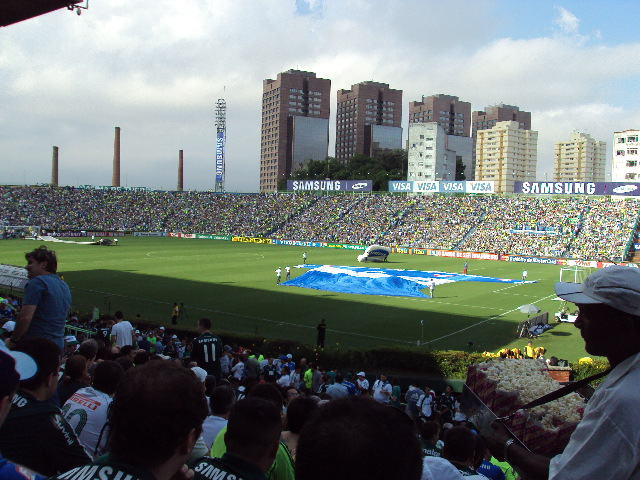
Estádio Palestra Itália em 2009

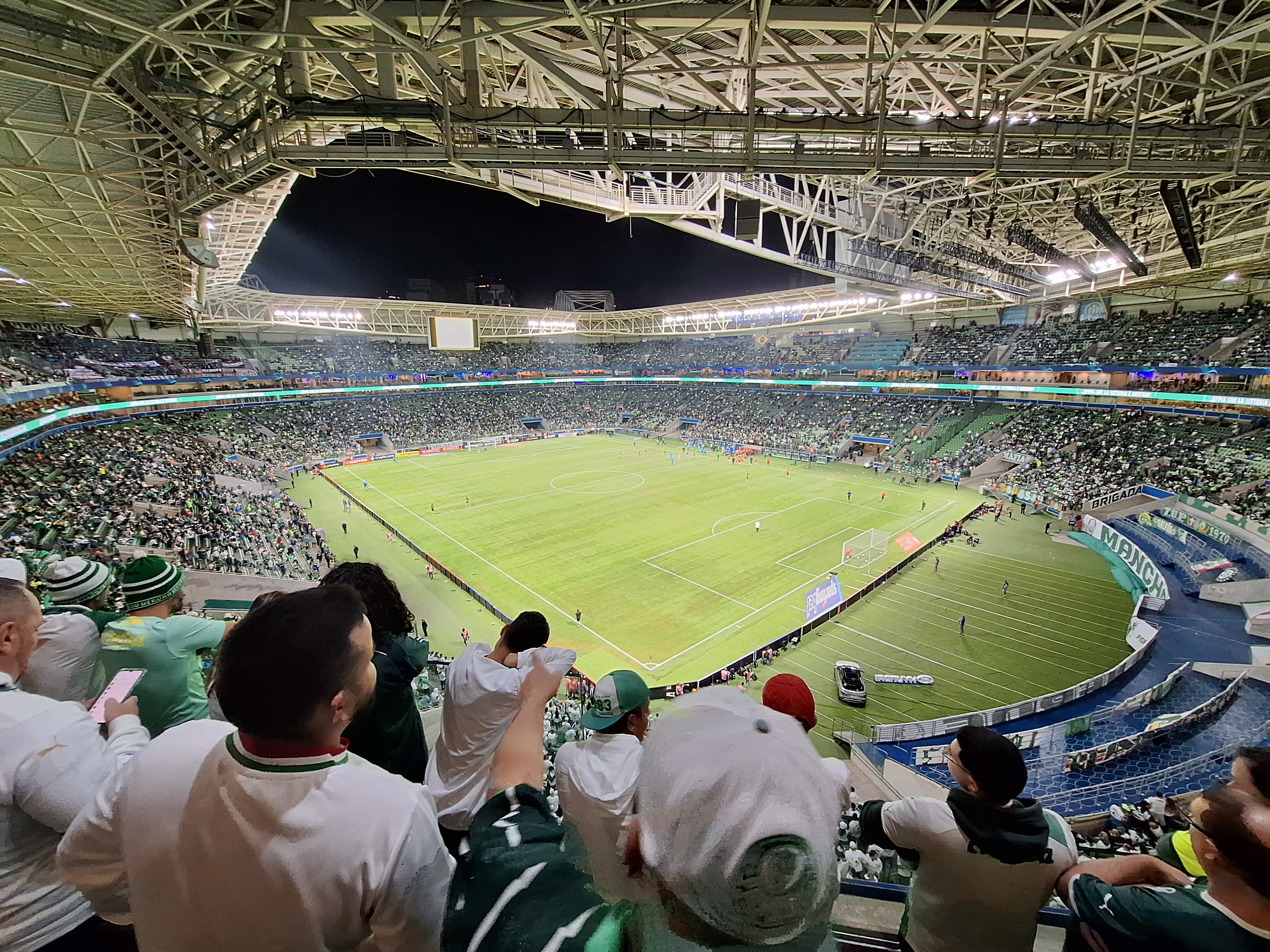
Allianz Parque em 2024

Em mais de 100 anos de existência, o Palmeiras teve um desempenho superior aos rivais jogando em casa, se comparado aos outros estádios, tanto no Estádio Palestra Itália como no Allianz Parque.

#### Estádio Palestra Itália
Fundado em 1902 e adquirido pelo Palmeiras em 1920, o Estádio Palestra Itália recebeu jogos do alviverde até julho de 2010, quando passou por reformas profundas para se transformar no Allianz Parque.
No local, como indica a tabela abaixo, o Palmeiras jogou 1572 vezes e conquistou 1064 vitórias.
A mesma tabela mostra 3.700 gols marcados pelo Palmeiras no Estádio Palestra Itália e 1.448 sofridos no mesmo local, gerando um saldo de gols positivo de 2.212 gols.

#### Allianz Parque
Com dez anos de existência, o Allians Parque manteve em alto nível a porcentagem de pontos ganhos do Palmeiras em seu território desde a sua inauguração. Em mais de 300 jogos disputados na arena neste período, o Palmeiras conquistou mais de 200 vitórias, como indica a tabela abaixo.
A mesma tabela mostra mais de 590 gols marcados pelo Palmeiras no Allianz Parque e pouco mais de 230 sofridos na mesma arena, gerando um saldo de gols positivo de mais de 360 gols.

## Campanhas ano a ano

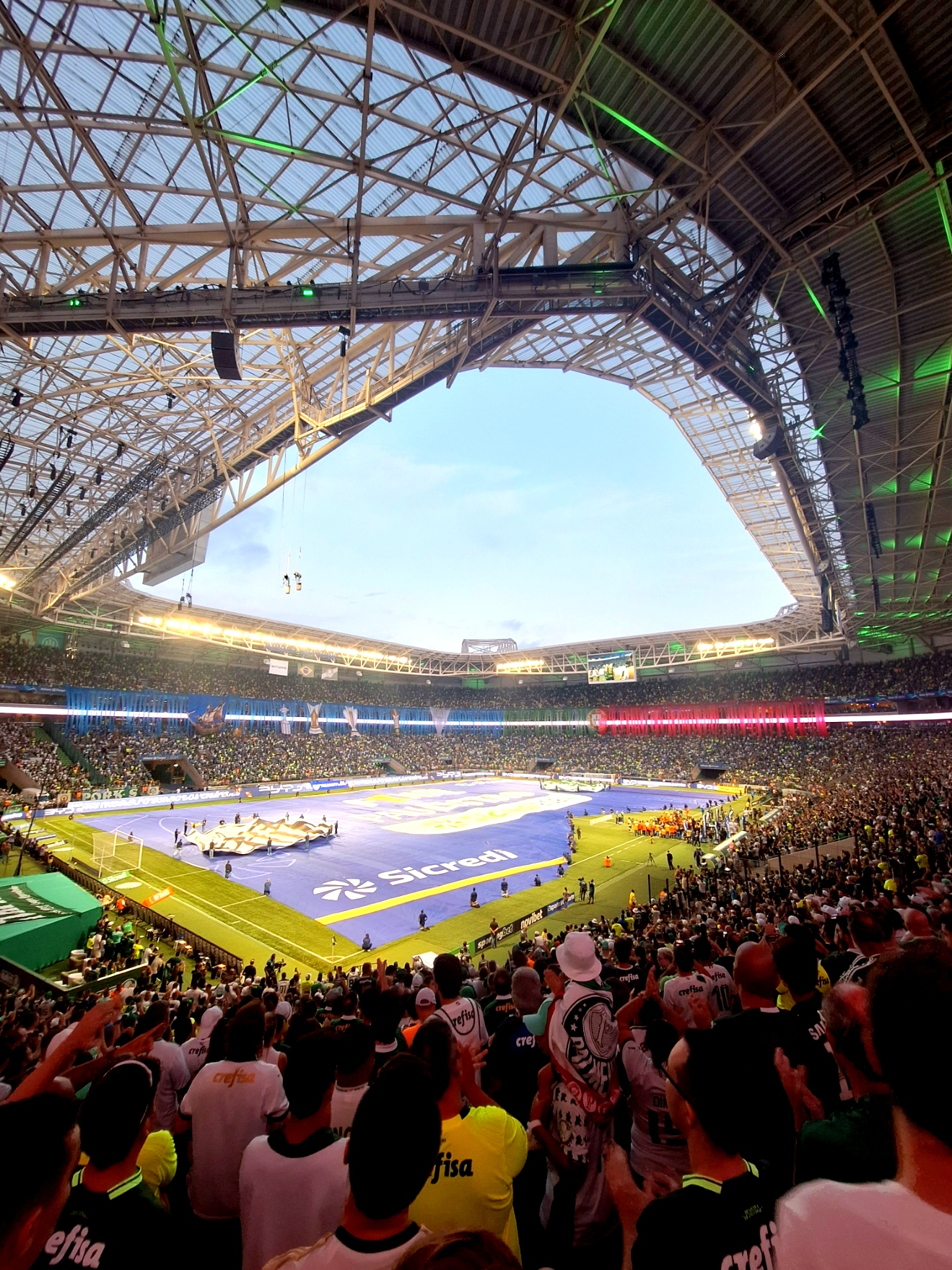
Festa de encerramento do Campeonato Paulista de 2024 antes da decisão entre Palmeiras e Santos no Allianz Parque

Ao longo da sua história, o Palmeiras teve predomínio de vitórias nas temporadas disputadas e nas diversas competições que participou. A tabela a seguir traz o retrospecto da equipe desde 1915 até a mais recente temporadas completa.
| Campanhas ano a ano |    |    |    |    |     |     |
| Ano                 | J  | V  | E  | D  | GP  | GC  |
| 1915                | 6  | 1  | 1  | 4  | 3   | 14  |
| 1916                | 20 | 6  | 4  | 10 | 28  | 38  |
| 1917                | 28 | 17 | 9  | 2  | 72  | 32  |
| 1918                | 24 | 18 | 2  | 4  | 80  | 40  |
| 1919                | 34 | 26 | 2  | 6  | 197 | 32  |
| 1920                | 27 | 20 | 5  | 2  | 80  | 18  |
| 1921                | 29 | 22 | 1  | 6  | 95  | 33  |
| 1922                | 27 | 21 | 2  | 4  | 78  | 34  |
| 1923                | 28 | 18 | 3  | 7  | 62  | 38  |
| 1924                | 20 | 12 | 4  | 4  | 59  | 21  |
| 1925                | 29 | 16 | 7  | 6  | 68  | 37  |
| 1926                | 18 | 15 | 0  | 3  | 56  | 17  |
| 1927                | 29 | 24 | 2  | 3  | 132 | 40  |
| 1928                | 32 | 21 | 7  | 4  | 103 | 39  |
| 1929                | 20 | 9  | 4  | 7  | 49  | 36  |
| 1930                | 37 | 24 | 11 | 2  | 118 | 49  |
| 1931                | 41 | 27 | 6  | 8  | 107 | 53  |
| 1932                | 21 | 18 | 1  | 2  | 77  | 20  |
| 1933                | 34 | 26 | 5  | 3  | 113 | 35  |
| 1934                | 31 | 17 | 4  | 10 | 70  | 40  |
| 1935                | 26 | 16 | 5  | 5  | 128 | 72  |
| 1936                | 32 | 21 | 4  | 7  | 88  | 40  |
| 1937                | 45 | 29 | 9  | 7  | 114 | 47  |
| 1938                | 45 | 24 | 11 | 10 | 96  | 57  |
| 1939                | 42 | 29 | 7  | 6  | 128 | 62  |
| 1940                | 45 | 31 | 8  | 6  | 123 | 53  |
| 1941                | 45 | 26 | 13 | 6  | 101 | 44  |
| 1942                | 41 | 28 | 5  | 8  | 110 | 53  |
| 1943                | 34 | 19 | 6  | 9  | 84  | 46  |
| 1944                | 31 | 22 | 3  | 6  | 81  | 35  |
| 1945                | 47 | 27 | 15 | 5  | 119 | 51  |
| 1946                | 44 | 26 | 8  | 10 | 94  | 57  |
| 1947                | 46 | 31 | 7  | 8  | 110 | 52  |
| 1948                | 47 | 23 | 10 | 14 | 89  | 67  |
| 1949                | 51 | 26 | 13 | 12 | 117 | 73  |
| 1950                | 47 | 25 | 14 | 8  | 101 | 58  |
| 1951                | 54 | 34 | 10 | 10 | 125 | 68  |
| 1952                | 64 | 31 | 13 | 20 | 108 | 87  |
| 1953                | 59 | 35 | 8  | 16 | 152 | 104 |
| 1954                | 56 | 35 | 8  | 13 | 150 | 77  |
| 1955                | 64 | 36 | 14 | 14 | 170 | 107 |
| 1956                | 70 | 33 | 11 | 26 | 151 | 122 |
| 1957                | 77 | 29 | 21 | 27 | 154 | 131 |
| 1958                | 71 | 39 | 16 | 16 | 156 | 104 |
| 1959                | 80 | 53 | 14 | 13 | 200 | 89  |
| 1960                | 78 | 42 | 18 | 18 | 156 | 97  |
| 1961                | 68 | 42 | 14 | 12 | 153 | 76  |
| 1962                | 66 | 38 | 10 | 18 | 145 | 96  |
| 1963                | 64 | 44 | 13 | 7  | 135 | 65  |
| 1964                | 58 | 31 | 10 | 17 | 123 | 73  |
| 1965                | 77 | 52 | 15 | 10 | 183 | 95  |
| 1966                | 61 | 32 | 14 | 15 | 114 | 78  |
| 1967                | 67 | 36 | 17 | 14 | 119 | 84  |
| 1968                | 73 | 36 | 17 | 20 | 117 | 87  |
| 1969                | 77 | 48 | 11 | 18 | 132 | 67  |
| 1970                | 69 | 30 | 25 | 14 | 99  | 62  |
| 1971                | 68 | 38 | 17 | 13 | 119 | 59  |
| 1972                | 80 | 49 | 26 | 5  | 137 | 44  |
| 1973                | 77 | 43 | 26 | 8  | 113 | 48  |
| 1974                | 78 | 43 | 24 | 11 | 116 | 56  |
| 1975                | 77 | 40 | 22 | 15 | 108 | 61  |
| 1976                | 66 | 36 | 24 | 6  | 92  | 42  |
| 1977                | 66 | 34 | 24 | 8  | 114 | 64  |
| 1978                | 72 | 31 | 23 | 18 | 99  | 62  |
| 1979                | 82 | 44 | 21 | 17 | 141 | 71  |
| 1980                | 62 | 17 | 22 | 23 | 68  | 76  |
| 1981                | 74 | 24 | 32 | 18 | 81  | 84  |
| 1982                | 62 | 27 | 20 | 15 | 78  | 62  |
| 1983                | 72 | 25 | 37 | 10 | 106 | 59  |
| 1984                | 70 | 33 | 22 | 15 | 97  | 55  |
| 1985                | 63 | 21 | 23 | 19 | 70  | 66  |
| 1986                | 75 | 33 | 24 | 18 | 112 | 67  |
| 1987                | 64 | 24 | 24 | 16 | 56  | 48  |
| 1988                | 56 | 19 | 22 | 15 | 68  | 54  |
| 1989                | 58 | 28 | 20 | 10 | 77  | 35  |
| 1990                | 62 | 29 | 18 | 15 | 78  | 42  |
| 1991                | 71 | 36 | 20 | 15 | 83  | 49  |
| 1992                | 68 | 35 | 13 | 20 | 95  | 59  |
| 1993                | 84 | 52 | 19 | 13 | 147 | 70  |
| 1994                | 97 | 59 | 22 | 16 | 186 | 80  |
| 1995                | 76 | 38 | 19 | 19 | 130 | 72  |
| 1996                | 77 | 51 | 15 | 11 | 195 | 64  |
| 1997                | 81 | 40 | 24 | 17 | 160 | 96  |
| 1998                | 78 | 44 | 15 | 19 | 151 | 99  |
| 1999                | 88 | 42 | 21 | 25 | 195 | 124 |
| 2000                | 92 | 45 | 24 | 23 | 168 | 129 |
| 2001                | 66 | 28 | 14 | 24 | 111 | 105 |
| 2002                | 55 | 23 | 17 | 15 | 100 | 83  |
| 2003                | 54 | 33 | 13 | 8  | 126 | 69  |
| 2004                | 69 | 33 | 21 | 15 | 126 | 80  |
| 2005                | 71 | 30 | 18 | 23 | 124 | 107 |
| 2006                | 67 | 27 | 15 | 25 | 112 | 111 |
| 2007                | 60 | 28 | 15 | 17 | 94  | 74  |
| 2008                | 71 | 38 | 14 | 19 | 113 | 74  |
| 2009                | 71 | 36 | 19 | 16 | 116 | 76  |
| 2010                | 75 | 30 | 23 | 22 | 99  | 87  |
| 2011                | 69 | 31 | 24 | 14 | 95  | 63  |
| 2012                | 74 | 30 | 16 | 28 | 108 | 94  |
| 2013                | 68 | 37 | 16 | 15 | 114 | 62  |
| 2014                | 64 | 29 | 9  | 26 | 75  | 80  |
| 2015                | 72 | 37 | 13 | 22 | 119 | 82  |
| 2016                | 67 | 36 | 16 | 15 | 110 | 63  |
| 2017                | 68 | 36 | 12 | 20 | 114 | 76  |
| 2018                | 77 | 48 | 18 | 11 | 131 | 49  |
| 2019                | 68 | 39 | 19 | 10 | 105 | 44  |
| 2020                | 79 | 40 | 25 | 14 | 122 | 56  |
| 2021                | 72 | 39 | 14 | 19 | 114 | 71  |
| 2022                | 74 | 48 | 19 | 7  | 142 | 47  |
| 2023                | 73 | 41 | 19 | 13 | 124 | 57  |
| 2024                | 67 | 39 | 16 | 12 | 108 | 56  |

## Temporadas
Após passar por um período conturbado, de campanhas predominante fracas e de menor número de títulos na primeira década do Século XXI, o Palmeiras retomou o papel de protagonista em competições em nível estadual, nacional e internacional a partir de 2015. O período atual da equipe alviverde coincide com a reformulação no departamento de futebol do clube, ampliação da gestão profissional, além da inauguração do Allianz Parque, no fim de 2014, e o início do patrocínio da Crefisa, no começo de 2015.
De 2015 até 2024, o Palmeiras chegou a diversas finais e títulos que ampliaram a lista de conquistas do clube.
Na Copa Libertadores da América, o alviverde chegou em 2024 a nona participação consecutiva, estabelecendo um novo recorde entre os clubes brasileiros. Além desta marca, a equipe chegou às semifinais da competição em quatro oportunidades seguidas entre 2020 e 2023 e conquistou o bicampeonato, com os títulos de 2020 e de 2021,
No Campeonato Brasileiro, o Palmeiras conquistou quatro títulos das últimas dez temporadas, sendo que os últimos dois representaram um bicampeonato que não vinha para o clube desde os Anos 1990. As conquistas ajudaram a equipe a ampliar sua condição de maior campeã nacional da história.
No Campeonato Paulista, o alviverde chegou às finais das cinco edições mais recentes e conquistou quatro títulos, sendo que os três últimos representaram um tricampeonato histórico que não vinha para o time havia 90 anos.
A tabela a seguir traz as 10 mais recentes temporadas do Palmeiras.
| Últimas dez temporadas |                       |                       |                       |                       |                       |                       |                       |                       |                       |                  |                       |                       |                       |                       |                     |                     |                     |
| —                      | Nacionais             | Nacionais             | Nacionais             | Nacionais             | Nacionais             | Nacionais             | Nacionais             | Nacionais             | Nacionais             | Nacionais        | Internacionais        | Internacionais        | Internacionais        | Internacionais        | Estaduais           | Estaduais           | Estaduais           |
| Ano                    | Campeonato Brasileiro | Campeonato Brasileiro | Campeonato Brasileiro | Campeonato Brasileiro | Campeonato Brasileiro | Campeonato Brasileiro | Campeonato Brasileiro | Campeonato Brasileiro | Campeonato Brasileiro | Copa do Brasil   | Continental e Mundial | Continental e Mundial | Continental e Mundial | Continental e Mundial | Campeonato Paulista | Campeonato Paulista | Campeonato Paulista |
| —                      | Div                   | Pos                   | Pts                   | J                     | V                     | E                     | D                     | GP                    | GC                    | Fase Máxima      | Competição            | Competição            | Fase Máxima           | Fase Máxima           | Div                 | Fase Máxima         | Pos                 |
| 2015                   | A                     | 9º                    | 53                    | 38                    | 15                    | 8                     | 15                    | 60                    | 51                    | Campeão          | —                     | —                     | —                     | —                     | A1                  | Final               | 2º                  |
| 2016                   | A                     | 1º                    | 80                    | 38                    | 24                    | 8                     | 6                     | 62                    | 32                    | Quartas de final | CL                    | CL                    | Fase de Grupos        | Fase de Grupos        | A1                  | Semifinal           | 4º                  |
| 2017                   | A                     | 2º                    | 63                    | 38                    | 19                    | 6                     | 13                    | 61                    | 45                    | Quartas de final | CL                    | CL                    | Oitavas de Final      | Oitavas de Final      | A1                  | Semifinal           | 3º                  |
| 2018                   | A                     | 1º                    | 80                    | 38                    | 23                    | 11                    | 4                     | 64                    | 26                    | Semifinal        | CL                    | CL                    | Semifinal             | Semifinal             | A1                  | Final               | 2º                  |
| 2019                   | A                     | 3º                    | 74                    | 38                    | 21                    | 11                    | 6                     | 61                    | 32                    | Quartas de final | CL                    | CL                    | Quartas de Final      | Quartas de Final      | A1                  | Semifinal           | 3º                  |
| 2020                   | A                     | 7º                    | 58                    | 38                    | 15                    | 13                    | 10                    | 51                    | 37                    | Campeão          | CL                    | MC                    | Campeão               | SF                    | A1                  | Final               | 1º                  |
| 2021                   | A                     | 3º                    | 66                    | 38                    | 20                    | 6                     | 12                    | 58                    | 43                    | 3ª Fase          | CL                    | RS e MC               | Campeão               | Vice-campeão          | A1                  | Final               | 2º                  |
| 2022                   | A                     | 1º                    | 81                    | 38                    | 23                    | 12                    | 3                     | 66                    | 27                    | Oitavas de final | CL                    | RS                    | SF                    | Campeão               | A1                  | Final               | 1º                  |
| 2023                   | A                     | 1º                    | 70                    | 38                    | 20                    | 10                    | 8                     | 64                    | 33                    | Quartas de final | CL                    | CL                    | Semifinal             | Semifinal             | A1                  | Final               | 1º                  |
| 2024                   | A                     | 2º                    | 73                    | 38                    | 22                    | 7                     | 9                     | 60                    | 33                    | Oitavas de Final | CL                    | CL                    | Oitavas de final      | Oitavas de final      | A1                  | Final               | 1º                  |

Legenda:
| Campeão Vice-campeão Eliminado na semifinal | Classificado à Copa Libertadores da América pela campanha no Campeonato Brasileiro Classificado à Copa Libertadores da América pelo título da Copa do Brasil ou Copa Libertadores Classificado à Copa Sul-Americana | Rebaixado à divisão inferior Promovido à divisão superior |

## Desempenho nas competições
Com mais de um século de existência, o Palmeiras participou de algumas das competições mais importantes do futebol estadual, nacional e internacional. É a equipe brasileira com o maior número de títulos de abrangência nacional conquistados, sendo o único a vencer todas as competições oficiais que disputou criadas no País, inicialmente pela Confederação Brasileira de Desportos (CBD) e, a partir de 1980, pela Confederação Brasileira de Futebol (CBF).
A equipe alviverde possui 18 conquistas nacionais, com destaque maior para seus 12 títulos do Campeonato Brasileiro (atual recordista): 1960, 1967,(1) 1967,(2) 1969, 1972, 1973, 1993, 1994, 2016, 2018, 2022 e 2023. Além destes campeonatos, o Palmeiras já venceu no país as Copas do Brasil de 1998, 2012, 2015 e de 2020, a Supercopa do Brasil de 2023 e a Copa dos Campeões de 2000, competições também organizadas pela entidade máxima do futebol brasileiro.
A despeito de ser o maior vencedor da competição nacional, o Palmeiras já teve reveses importantes, como duas quedas para a Série B do Campeonato Brasileiro. Elas aconteceram, respectivamente, em 2002 e 2012, e obrigaram a equipe a disputar a segunda divisão do maior campeonato do País, pela ordem, em 2003 e 2013, como indica em destaque a tabela referente ao Campeonato Brasileiro.
Na primeira metade da década de 1980, a chamada Taça de Prata era uma espécie de divisão de acesso do futebol brasileiro. A partir de 1981, os 40 clubes que disputavam a Primeira Divisão, denominada Taça de Ouro, eram determinados da seguinte forma: 13 estados entravam com seus campeões, sete participavam com o campeão e o vice. O estado de São Paulo contava com os seis melhores classificados do Campeonato Paulista e o Rio de Janeiro, com os cinco melhores do seu estadual. As outras duas vagas eram ocupadas pelos campeão e vice do ano anterior da Taça de Ouro. A Taça de Prata era justamente a competição destinada às equipes que não conseguiam se classificar à Taça de Ouro, mas contava com um regulamento que previa o acesso, no mesmo ano, para a Primeira Divisão, das equipes com melhor campanha. O Palmeiras participou duas vezes dessa Taça de Prata, em 1981 e 1982, conseguindo ir automaticamente para a Taça de Ouro apenas em uma das competições, a de 1981. Na tabela abaixo do Campeonato Brasileiro, há justamente essa diferença gráfica, destacando que a equipe jogou, em 1982, a Taça de Prata.
Na Copa Libertadores da América, o Palmeiras é o time brasileiro com maior participação. Disputou 24 edições e chegou a seis finais, sendo o primeiro brasileiro a chegar a uma decisão, já na segunda edição do torneio, em 1961, perdendo a final para o Peñarol. É oitava equipe da América do Sul (primeira do Brasil ao lado do São Paulo) com o maior número de finais disputadas.  Em 2010, depois de manter a liderança em participações desde a década de 60, chegou a ser ultrapassado pelo São Paulo, mas voltou à condição de participante recordista em 2018. Continua sendo também a equipe do Brasil que possui mais gols marcados na competição e também é o time brasileiro com o maior número de vitórias.
Em 2021, o alviverde se tornou o único time a vencer duas edições da Copa Libertadores em um único ano. A edição de 2020 foi adiada para janeiro de 2021 em decorrência da pandemia de Covid-19, e a de 2021 foi realizada normalmente até novembro. Ambas as competições foram conquistadas pelo Palmeiras, com vitórias, respectivamente, sobre o Santos e o Flamengo.
A tabela a seguir traz o desempenho do Palmeiras nas diversas competições oficiais disputadas.
| Ano  |      |      |      |      |      |      |      | 1959 | 1960 | 1961 |
| ---- | ---- | ---- | ---- | ---- | ---- | ---- | ---- | ---- | ---- | ---- |
| Pos. |      |      |      |      |      |      |      | —    | 1º   | 5º   |
| Ano  | 1962 | 1963 | 1964 | 1965 | 1966 | 1967 | 1967 | 1968 | 1968 | 1969 |
| Pos. | —    | —    | 4º   | 4º   | 5º   | 1º   | 1º   | 4º   | —    | 1º   |
| Ano  | 1970 | 1971 | 1972 | 1973 | 1974 | 1975 | 1976 | 1977 | 1978 | 1979 |
| Pos. | 2º   | 7º   | 1º   | 1º   | 11º  | 9º   | 7º   | 6º   | 2º   | 3º   |
| Ano  | 1980 | 1981 | 1982 | 1983 | 1984 | 1985 | 1986 | 1987 | 1988 | 1989 |
| Pos. | 13º  | 31º  | 33°  | 9º   | 20º  | 24º  | 10º  | 8º   | 16º  | 5º   |
| Ano  | 1990 | 1991 | 1992 | 1993 | 1994 | 1995 | 1996 | 1997 | 1998 | 1999 |
| Pos. | 7º   | 6º   | 11º  | 1º   | 1º   | 5º   | 7º   | 2º   | 5º   | 10º  |
| Ano  | 2000 | 2001 | 2002 | 2003 | 2004 | 2005 | 2006 | 2007 | 2008 | 2009 |
| Pos. | 6º   | 12º  | 24º  | 1º   | 4º   | 4º   | 16º  | 7º   | 4º   | 5º   |
| Ano  | 2010 | 2011 | 2012 | 2013 | 2014 | 2015 | 2016 | 2017 | 2018 | 2019 |
| Pos. | 10º  | 11º  | 18º  | 1º   | 16º  | 9º   | 1º   | 2º   | 1º   | 3º   |
| Ano  | 2020 | 2021 | 2022 | 2023 | 2024 |      |      |      |      |      |
| Pos. | 7º   | 3º   | 1º   | 1º   | 2°   |      |      |      |      |      |

| Ano  | 1960 | 1961 | 1962 | 1963 | 1964 | 1965 | 1966 | 1967 | 1968 | 1969 |
| ---- | ---- | ---- | ---- | ---- | ---- | ---- | ---- | ---- | ---- | ---- |
| Pos. | —    | 2º   | —    | —    | —    | —    | —    | —    | 2º   | —    |
| Ano  | 1970 | 1971 | 1972 | 1973 | 1974 | 1975 | 1976 | 1977 | 1978 | 1979 |
| Pos. | —    | 3º   | —    | 7º   | 11º  | —    | —    | —    | —    | 12º  |
| Ano  | 1980 | 1981 | 1982 | 1983 | 1984 | 1985 | 1986 | 1987 | 1988 | 1989 |
| Pos. | —    | —    | —    | —    | —    | —    | —    | —    | —    | —    |
| Ano  | 1990 | 1991 | 1992 | 1993 | 1994 | 1995 | 1996 | 1997 | 1998 | 1999 |
| Pos. | —    | —    | —    | —    | 13º  | 5º   | —    | —    | —    | 1º   |
| Ano  | 2000 | 2001 | 2002 | 2003 | 2004 | 2005 | 2006 | 2007 | 2008 | 2009 |
| Pos. | 2º   | 3º   | —    | —    | —    | 10º  | 10º  | —    | —    | 7º   |
| Ano  | 2010 | 2011 | 2012 | 2013 | 2014 | 2015 | 2016 | 2017 | 2018 | 2019 |
| Pos. | —    | —    | —    | 16º  | —    | —    | 19º  | 9º   | 4º   | 5º   |
| Ano  | 2020 | 2021 | 2022 | 2023 | 2024 |      |      |      |      |      |
| Pos. | 1º   | 1º   | 3º   | 3º   | 10º  |      |      |      |      |      |

Legenda:
|  |                                                 |
|  | Campeonato Brasileiro Série A                   |
|  | Taça de Prata* ou Campeonato Brasileiro Série B |

| Ano  |      |      |      |      |      |      | 1916 | 1917 | 1918 | 1919 |
| ---- | ---- | ---- | ---- | ---- | ---- | ---- | ---- | ---- | ---- | ---- |
| Pos. |      |      |      |      |      |      | 7º   | 2º   | 10º  | 2º   |
| Ano  | 1920 | 1921 | 1922 | 1923 | 1924 | 1925 | 1926 | 1927 | 1928 | 1929 |
| Pos. | 1º   | 2º   | 2º   | 2º   | -    | 5º   | 1º   | 1º   | 3º   | 3º   |
| Ano  | 1930 | 1931 | 1932 | 1933 | 1934 | 1935 | 1936 | 1937 | 1938 | 1939 |
| Pos. | 3º   | 2º   | 1º   | 1º   | 1º   | 2º   | 1º   | 2º   | 3º   | 2º   |
| Ano  | 1940 | 1941 | 1942 | 1943 | 1944 | 1945 | 1946 | 1947 | 1948 | 1949 |
| Pos. | 1º   | 3º   | 1º   | 3º   | 1º   | 3º   | 5º   | 1º   | 6º   | 2º   |
| Ano  | 1950 | 1951 | 1952 | 1953 | 1954 | 1955 | 1956 | 1957 | 1958 | 1959 |
| Pos. | 1º   | 2º   | 4º   | 2º   | 2º   | 4º   | 3º   | 7º   | 5º   | 1º   |
| Ano  | 1960 | 1961 | 1962 | 1963 | 1964 | 1965 | 1966 | 1967 | 1968 | 1969 |
| Pos. | 3º   | 2º   | 3º   | 1º   | 2º   | 2º   | 1º   | 4º   | 3º   | 2º   |
| Ano  | 1970 | 1971 | 1972 | 1973 | 1974 | 1975 | 1976 | 1977 | 1978 | 1979 |
| Pos. | 2º   | 2º   | 1º   | 2º   | 1º   | 3º   | 1º   | 4º   | 3º   | 3º   |
| Ano  | 1980 | 1981 | 1982 | 1983 | 1984 | 1985 | 1986 | 1987 | 1988 | 1989 |
| Pos. | 16º  | 10º  | 3º   | 3º   | 4º   | 7º   | 2º   | 4º   | 7º   | 5º   |
| Ano  | 1990 | 1991 | 1992 | 1993 | 1994 | 1995 | 1996 | 1997 | 1998 | 1999 |
| Pos. | 4º   | 3º   | 2º   | 1º   | 1º   | 2º   | 1º   | 3º   | 3º   | 2º   |
| Ano  | 2000 | 2001 | 2002 | 2003 | 2004 | 2005 | 2006 | 2007 | 2008 | 2009 |
| Pos. | 4º   | 7º   | 4º   | 3º   | 4º   | 9º   | 3º   | 5º   | 1º   | 3º   |
| Ano  | 2010 | 2011 | 2012 | 2013 | 2014 | 2015 | 2016 | 2017 | 2018 | 2019 |
| Pos. | 11º  | 3º   | 6º   | 6º   | 3º   | 2º   | 4º   | 3º   | 2º   | 3º   |
| Ano  | 2020 | 2021 | 2022 | 2023 | 2024 | 2025 |      |      |      |      |
| Pos. | 1º   | 2º   | 1º   | 1º   | 1º   | 2º   |      |      |      |      |

| Ano  |      |      |      |      |      |      |      |      |      | 1989 |
| ---- | ---- | ---- | ---- | ---- | ---- | ---- | ---- | ---- | ---- | ---- |
| Pos. |      |      |      |      |      |      |      |      |      | —    |
| Ano  | 1990 | 1991 | 1992 | 1993 | 1994 | 1995 | 1996 | 1997 | 1998 | 1999 |
| Pos. | —    | —    | 3º   | 6º   | 10º  | 9º   | 2º   | 3º   | 1º   | 3º   |
| Ano  | 2000 | 2001 | 2002 | 2003 | 2004 | 2005 | 2006 | 2007 | 2008 | 2009 |
| Pos. | 8º   | —    | 33º  | 9º   | 8º   | —    | —    | 21º  | 15º  | —    |
| Ano  | 2010 | 2011 | 2012 | 2013 | 2014 | 2015 | 2016 | 2017 | 2018 | 2019 |
| Pos. | 5º   | 5º   | 1º   | 15º  | 10º  | 1º   | 8º   | 7º   | 3º   | 6º   |
| Ano  | 2020 | 2021 | 2022 | 2023 | 2024 |      |      |      |      |      |
| Pos. | 1º   | 28º  | 13º  | 7º   | 13º  |      |      |      |      |      |

| Ano  | 2021 | 2023 | 2024 |
| ---- | ---- | ---- | ---- |
| Pos. | 2º   | 1º   | 2º   |

| Ano  |      |      | 2002 | 2003 | 2004 | 2005 | 2006 | 2007 | 2008 | 2009 |
| ---- | ---- | ---- | ---- | ---- | ---- | ---- | ---- | ---- | ---- | ---- |
| Pos. |      |      | —    | 32º  | —    | —    | —    | —    | 7º   | —    |
| Ano  | 2010 | 2011 | 2012 | 2013 | 2014 | 2015 | 2016 | 2017 | 2018 | 2019 |
| Pos. | 3º   | 18º  | 15º  | —    | —    | —    | —    | —    | —    | —    |
| Ano  | 2020 | 2021 | 2022 | 2023 | 2024 |      |      |      |      |      |
| Pos. | —    | —    | —    | —    | —    |      |      |      |      |      |

| Ano  | 1998 | 1999 | 2000 | 2001 |
| ---- | ---- | ---- | ---- | ---- |
| Pos. | 1º   | 2º   | 2º   | 15º  |

| Ano  | 2021 | 2022 |
| ---- | ---- | ---- |
| Pos. | 2º   | 1º   |

| Ano  | 1951 | 1999 | 2020 | 2021 | 2025 |
| ---- | ---- | ---- | ---- | ---- | ---- |
| Pos. | 1º   | 2º   | 4º   | 2º   | 8º   |

## Maiores públicos do Palmeiras
Os maiores públicos do Palmeiras em sua história como mandante foram verificados no Estádio do Morumbi, local com maior capacidade de público na cidade de São Paulo desde a sua inauguração em 1960. Na época, quando não havia ainda o Allianz Parque, as decisões de competições importantes eram disputadas no estádio do São Paulo Futebol Clube.
Ainda que a maioria dos recordes do Palmeiras tenham sido verificados em jogos decisivos, o maior público da história do Palmeiras como mandante foi observado numa partida contra o Santos, pela 14ª rodada da primeira fase do Campeonato Paulista. O público, de 127.723 pessoas, sendo 123.318 torcedores pagantes, é também o maior da história entre clássicos paulistas disputados na cidade de São Paulo.
A seguir, a lista dos jogos do Palmeiras que superaram 100 mil pessoas, todos no Estádio do Morumbi.
1. Palmeiras 2–0 Santos, 127.723, 15 de agosto de 1978 (123.318 pags.)
2. Palmeiras 1–0 Corinthians, 120.902, 22 de dezembro de 1974 (120.522 pags.)
3. Palmeiras 0–0 São Paulo, 119.113, 17 de junho de 1979 (112.016 pags.)
4. Palmeiras 0–1 São Paulo, 115.435, 27 de junho de 1971 (103.887 pags.)
5. Palmeiras 0–0 São Paulo, 112.031, 1 de dezembro de 1991 (110.915 pags.)
6. Palmeiras 1–2 São Paulo, 114.000, 20 de dezembro de 1992 (110.887 pags.)
7. Palmeiras 0–1 Guarani, 104.526, 10 de agosto de 1978 (99.829 pags.)
8. Palmeiras 4–0 Corinthians, 104.401, 12 de junho de 1993 (99.929 pags.)
9. Palmeiras 0–0 Internacional (SP), 104.135, 31 de agosto de 1986
10. Palmeiras 0–1 Corinthians, 102.939, 31 de agosto de 1977 (98.059 pags.)
11. Palmeiras 2–0 Corinthians, 102.187, 16 de abril de 1989

### Maiores públicos no próprio estádio
Quando o assunto é o ranking de maiores públicos no próprio estádio, os maiores do Palmeiras em sua história como mandante foram observados no Allianz Parque, cuja capacidade de 43.713 pessoas é muito superior à do antigo Estádio Palestra Itália, de pouco mais de 30 mil pessoas.
A lista dos dez maiores públicos do Allianz Parque com o Palmeiras como mandante traz jogos com mais de 40 mil pessoas, com a liderança sendo um clássico contra o Corinthians disputado pelo Campeonato Brasileiro de 2023 que contou com 41.457 pagantes e vitória do alviverde por 2 a 1.
A maioria dos jogos da lista é representada por partidas decisivas de mata-mata, decisões de títulos ou clássicos com alguns dos maiores clubes do futebol brasileiros e internacionais, por competições oficiais, como o Campeonato Brasileiro, Copa Libertadores da América e Campeonato Paulista.
1. Palmeiras 2–1 Corinthians, 41.457 pagantes, 29 de abril de 2023
2. Palmeiras 1–2 São Paulo, 41.451 pagantes, 13 de julho de 2023
3. Palmeiras 2–0 Santos, 41.446 pagantes, 7 de abril de 2024
4. Palmeiras 4–0 Água Santa, 41.444 pagantes, 9 de abril de 2023
5. Palmeiras 2–1 São Paulo, 41.361 pagantes, 14 de julho de 2022
6. Palmeiras 3–2 Vitória, 41.256 pagantes, 2 de dezembro de 2018
7. Palmeiras 0–1 Corinthians, 41.227 pagantes, 8 de abril de 2018
8. Palmeiras 2–0 Corinthians, 41.175 pagantes, 1 de julho de 2024
9. Palmeiras 1–0 Chapecoense, 40.986 pagantes, 27 de novembro de 2016
10. Palmeiras 0–0 São Paulo, 40.795 pagantes, 16 de outubro de 2022

## Quem mais jogou
Ao longo de sua história, o Palmeiras sempre contou com jogadores de grande expressão nacional, que contribuíram para as inúmeras conquistas da equipe no futebol do Brasil e do exterior. Ademir da Guia, maior ídolo da história do clube, é o jogador que mais atuou com a camisa do Palmeiras, com  902 partidas disputadas, com 512 vitórias, 233 empates e 157 derrotas.
As tabelas a seguir trazem diversas comparações, com os jogadores que mais vestiram a camisa do alviverde em toda a história
A primeira lista a seguir traz os jogadores que mais atuaram na história do Palmeiras.

### Estrangeiros com mais jogos
Em mais de 100 anos de existência, o Palmeiras teve em seu elenco grandes jogadores estrangeiros que marcaram a história do clube. Na lista dos que mais defenderam a camisa alviverde, o líder no ranking é o zagueiro paraguaio Gustavo Gómez, que chegou à equipe em 2018 e é um dos principais nomes da Era Abel Ferreira neste Século XXI. Em maio de 2024, ele superou a marca de 300 jogos pelo Palmeiras, ampliando a distância para outros jogadores com grandes marcas pelo clube, como o lateral paraguaio Arce e o meia chileno Valdivia.

### Quem mais jogou no século XX
Líder em jogos em toda a história do Palmeiras, Ademir da Guia também está no topo dos jogadores com mais partidas disputadas com a camisa alviverde no Século XX. Na lista a seguir, é possível observar que os dez maiores recordistas do Palmeiras fizeram parte das duas primeiras Academias de Futebol do clube.

### Quem mais jogou no século XXI
No Século XXI, a lista dos jogadores com maior número de partidas é dominada por nomes que passaram a integrar o Palmeiras a partir de 2015, ano que marcou historicamente a retomada da equipe como protagonista do futebol brasileiro. A lista traz em sua maioria nomes da Era Abel Ferreira e tem o atacante Dudu na liderança. Em julho de 2024, o jogador superou os 450 jogos disputados com a camisa alviverde.

### Quem mais jogou (elenco atual)
Atualizado até 23 de fevereiro de 2025

## Maiores artilheiros
O centroavante Heitor é o maior artilheiro com a camisa do Palmeiras. Na equipe alviverde, fez 358 jogos e marcou 327 gols, média de 0,91 gols por partida. Estes dados foram calculados após uma recontagem com base nas súmulas dos arquivos das federações, Antes da recontagem, os números oficiais apontavam para uma quantidade bastante inferior de gols, acreditava-se que ele havia jogado 330 vezes e marcado 284 gols.
Também foi o primeiro palestrino a ser convocado para a Seleção Brasileira e o primeiro que marcou um gol com a camisa verde-amarela. O artilheiro foi ainda árbitro de futebol, e não foram poucos jogos que o Palmeiras teve como juiz seu antigo grande craque.
Lista dos maiores artilheiros da história do Palmeiras.

### Estrangeiros com mais gols
A lista de estrangeiros com mais gols pelo Palmeiras é liderada pelo atacante argentino Echevarrieta, que marcou 113 gols com a camisa alviverde. Entre os 10 primeiros, o zagueiro paraguaio Gustavo Gómez é o representante do elenco atual do Palmeiras.

### Maiores artilheiros no século XXI
No século XXI, o jogador que lidera o ranking de gols marcados é o meia Raphael Veiga, que se isolou nesta condição em abril de 2024. Veiga é, conforme monstram as tabelas abaixo, o maior artilheiro do elenco atual e um dos maiores da história no estádio do Palmeiras, quando se leva em conta tanto o antigo Estádio Palestra Itália como o Allianz Parque. Se levado em conta apenas o Allianz Parque, ele é o artilheiro de maneira isolada.

### Maiores artilheiros  (elenco atual)
Atualizado até 23 de fevereiro de 2025

## Quem mais treinou
Oswaldo Brandão foi o técnico que mais vezes dirigiu o Palmeiras, num total de 562 jogos. Outros três técnicos com uma grande quantidade de partidas pelo clube e nas atuais cinco posições são Luiz Felipe Scolari, Vanderlei Luxemburgo, Ventura Cambón e Abel Ferreira.
As tabelas a seguir trazem os treinadores que mais jogos dirigiram o Palmeiras.

### Quem mais treinou no século XXI
Técnico mais longevo em uma única passagem pelo clube, Abel Ferreira é o profissional que mais comandou o Palmeiras no Século XXI, colecionando uma série de recordes, tanto de jogos, como de vitórias e títulos, com marca de partidas treinadas acima de Luiz Felipe Scolari e Vanderlei Luxemburgo, outros grandes nomes da história do clube e que completam o pódio do século.
Atualizado até 15 de maio de 2025

## Transferências
A seguir, uma lista das cinco transfências com os maiores valores pagos pelo Palmeiras, e as cinco com os maiores valores recebidos.

### Maiores valores pagos
|   | Jogador                             | Clube anterior    | Posição       | Data       | Valor (milhões de reais) | Ref/Obs                  |
| - | ----------------------------------- | ----------------- | ------------- | ---------- | ------------------------ | ------------------------ |
| 1 | Vitor Roque                         | Barcelona         | Atacante      | 28/02/2025 | 154,6                    | [ 52 ]                   |
| 2 | Miguel Borja                        | Atlético Nacional | Atacante      | 09/02/2017 | 131                      | [ 53 ] [ 54 ]            |
| 3 | Paulinho                            | Atlético Mineiro  | Atacante      | 31/12/2024 | 115                      | [ 53 ] [ 55 ] [ nota 1 ] |
| 4 | Facundo Torres                      | Orlando City      | Atacante      | 20/12/2024 | 72                       | [ 53 ] [ 56 ]            |
| 5 | Maurício (Maurício Magalhães Prado) | Internacional     | Meio-campista | 27/06/2024 | 62                       | [ 53 ] [ 57 ]            |

### Maiores valores recebidos
|   | Jogador        | Clube de destino | Posição       | Data       | Valor (milhões de euros) | Ref/Obs              |
| - | -------------- | ---------------- | ------------- | ---------- | ------------------------ | -------------------- |
| 1 | Endrick        | Real Madrid      | Atacante      | 15/12/2022 | 72                       | [ 58 ]               |
| 2 | Estêvão        | Chelsea          | Ponta-direita | 22/06/2024 | 61,5                     | [ 59 ]               |
| 3 | Vitor Reis     | Manchester City  | Zagueiro      | 21/01/2025 | 35                       | [ 60 ] [ 61 ] [ 62 ] |
| 4 | Gabriel Jesus  | Manchester City  | Atacante      | 03/08/2016 | 32,75                    | [ 63 ]               |
| 5 | Luis Guilherme | West Ham         | Meio-campista | 12/06/2024 | 30                       | [ 64 ]               |

## Grandes adversários brasileiros

### Grandes adversários paulistas
Sport Club Corinthians Paulista (Derby Paulista)
- Partidas: 385 (de 6 de maio de 1917 até 12 de abril de 2025)[65][66]
- Vitórias do Palmeiras: 136
- Vitórias do Corinthians: 131
- Empates: 118
- Gols do Palmeiras: 548
- Gols do Corinthians: 500
- Primeiro jogo: Palestra Itália 3–0 Corinthians - Estádio Palestra Itália, Campeonato Paulista de Futebol de 1917  (6/5/1917)
- Último jogo: Palmeiras 2–0 Corinthians - Arena Barueri, Campeonato Brasileiro de 2025 (12/4/2025)
- Maior vitória palmeirense: Palestra Itália 8–0 Corinthians - Estádio Palestra Itália, Campeonato Paulista de Futebol de 1933 e Torneio Rio-São Paulo (5/11/1933)
- Maior vitória corintiana: Corinthians 5–1 Palmeiras - Estádio do Morumbi, Campeonato Paulista de Futebol de 1982 (1/8/1982)
- Jogos mais importantes: Palmeiras 3–2 Corinthians (6/6/2000, Semifinal da Copa Libertadores da América de 2000, Palmeiras classificado); e Palmeiras 1x1 Corinthians (18/12/1994, Final do Campeonato Brasileiro de Futebol de 1994.[(Palmeiras campeão)]

São Paulo Futebol Clube (Choque-Rei)
- Partidas: 351 (de 30 de março de 1930 até 11 de maio de 2025)[67][68][69]
- Vitórias do Palmeiras: 119
- Vitórias do São Paulo: 116
- Empates: 116
- Gols do Palmeiras: 457
- Gols do São Paulo: 444
- Primeiro jogo: São Paulo 2–2 Palestra Itália - Chácara da Floresta, Campeonato Paulista de Futebol de 1930 (30/3/1930)
- Último jogo: Palmeiras 1–0 São Paulo - Arena Barueri, Campeonato Brasileiro de 2025 (11/5/2025)
- Maior vitória são-paulina: São Paulo 6–0 Palestra Itália - Campeonato Paulista de 1939 (26/3/1939)
- Maior vitória palmeirense: Palmeiras 5–0 São Paulo - Pacaembu, Torneio Rio-São Paulo de 1965 (19/5/1965) e Allianz Parque, Campeonato Brasileiro de 2023 (25/10/2023
- Jogo mais importante: São Paulo 0–0 Palmeiras (20/2/1974, Jogo decisivo do Campeonato Brasileiro de Futebol de 1973, Palmeiras campeão nacional)

Santos Futebol Clube (Clássico da Saudade)
- Partidas: 344 (de 3 de agosto de 1915 até 22 de janeiro de 2025)
- Vitórias do Palmeiras: 149
- Vitórias do Santos: 107
- Empates: 88
- Gols do Palmeiras: 583
- Gols do Santos: 484
- Primeiro jogo: Palestra Itália 0–7 Santos - Velódromo de São Paulo, Amistoso (3/8/1915)
- Último jogo: Santos 1–2 Palmeiras - Estádio da Vila Belmiro, Campeonato Paulista de 2025 (22/1/2025)
- Maior vitória palmeirense: Palestra Itália 8–0 Santos - Estádio Palestra Itália, Campeonato Paulista de Futebol de 1932 (11/12/1932)
- Maior vitória santista: Palestra Itália 0–7 Santos - Velódromo de São Paulo, Amistoso (3/8/1915)
- Jogo mais importante: Palmeiras 1–0 Santos (30/1/2021), final da Copa Libertadores da América de 2020, Palmeiras campeão)

## Grandes adversários estrangeiros

### América

#### Argentina
Boca Juniors
- Partidas: 27 (de 3 de fevereiro de 1935 até 5 de outubro de 2023)
- Vitórias do Palmeiras: 8
- Vitórias do Boca Juniors: 4
- Empates: 15
- Gols do Palmeiras: 40
- Gols do Boca Juniors: 31
- Primeiro jogo: Palestra Itália 1–1 Boca Juniors - Estádio Palestra Itália, Amistoso (3/2/1935)
- Último jogo: Palmeiras 1(2)–(4)1 Boca Juniors - Allianz Parque, Copa Libertadores da América de 2023 (5/10/2023)
- Maior vitória palmeirense: Palmeiras 6–1 Boca Juniors - Estádio Palestra Itália, Copa Libertadores da América de 1994 (9/3/1994)
- Maior vitória boquense: Boca Juniors 2–0 Palmeiras - La Bombonera, Copa Libertadores da América de 2018 (24/10/2018)
- Jogo mais importante: Palmeiras 0(2)–(4)0 Boca Juniors (21/6/2000, final da Copa Libertadores da América de 2000, Boca Juniors campeão)

### Europa

#### Inglaterra
Manchester United
- Partidas: 1 (de 30 de novembro de 1999)
- Vitórias do Palmeiras: 0
- Vitórias do Manchester: 1
- Empates: 0
- Gols do Palmeiras: 0
- Gols do Manchester: 1
- Primeiro jogo: Palmeiras 0–1 Manchester United - Estádio Olímpico de Tóquio, Copa Intercontinental de 1999 (30/11/1999)
- Último jogo: Palmeiras 0–1 Manchester United - Estádio Olímpico de Tóquio, Copa Intercontinental de 1999 (30/11/1999)
- Maior vitória palmeirense: não há
- Maior vitória inglesa: Palmeiras 0–1 Manchester United - Estádio Olímpico de Tóquio, Copa Intercontinental de 1999 (30/11/1999)
- Jogo mais importante: Palmeiras 0–1 Manchester United (30/11/1999, final da Copa Intercontinental de 1999, Manchester United campeão)[70]

#### Itália
Juventus
- Partidas: 4 (de 8 de julho de 1951 até 3 de julho de 1975)
- Vitórias do Palmeiras: 2
- Vitórias da Juventus: 1
- Empates: 1
- Gols do Palmeiras: 5
- Gols da Juventus: 6
- Primeiro jogo: Palmeiras 0–4 Juventus - Estádio do Pacaembu, Copa Rio de 1951 (8/7/1951)
- Último jogo: Palmeiras 2–0 Juventus - Estádio do Pacaembu, Torneio Amistoso (3/7/1975)
- Maior vitória palmeirense: Palmeiras 2–0 Juventus - Estádio do Pacaembu, Torneio Amistoso (3/7/1975)[71]
- Maior vitória juventina: Palmeiras 0–4 Juventus - Estádio do Pacaembu, Copa Rio de 1951 (8/7/1951)
- Jogo mais importante: Palmeiras 2–2 Juventus (22/7/1951, final da Copa Rio de 1951, Palmeiras campeão)